# 1778
1778 (MDCCLXXVIII) a fost un an obișnuit al calendarului gregorian, care a început într-o zi de miercuri.

## Evenimente
- 3 iulie: Masacrul din Wyoming. Uciderea a 360 coloniști americani de către britanici în valea Wyoming, Pennsylvania, SUA
- Franța declară război Marii Britanii, implicându-se astfel în cadrul conflictului izbucnit cu trei ani în urmă între coloniile engleze nord-americane și metropola acestora. Astfel, Franța va sprijini lupta de elberare a coloniștilor americani, contribuind în mod decisiv la obținerea victoriei de către aceștia.

## Nașteri
- 2 septembrie: Louis Bonaparte, rege al Olandei, fratele lui Napoleon I (d. 1846)
- 14 septembrie: Costache Conachi, poet român (d. 1849)
- 1 noiembrie: Gustav al IV-lea al Suediei, rege al Suediei (1792-1809), (d. 1837)

## Decese
- 30 mai: Voltaire (n. François-Marie Arouet), 83 ani, filosof și scriitor iluminist francez (n. 1694 )